# Nareva
Nareva Holding, filiale du groupe Al Mada, est un acteur de l’énergie et de l’environnement au Maroc.
Créée en 2004, Nareva Holding est spécialisée dans la production électrique à partir de sources fossiles ou renouvelables et  de la gestion du cycle de l’eau (dessalement, transport, distribution/irrigation…). Le groupe détient un portefeuille d’actifs énergétiques de plus de 3 000 MW, dont 1 650 en éolien. Nareva Holding exploite en 2016, 5 parcs éoliens au Maroc, dont le parc de Tarfaya.

## Histoire
En 2006, Nareva prend part au premier partenariat public privé au Maroc dans le domaine de l’irrigation avec le projet El Guerdane et ses 10 000 hectares d’agrumes, aux côtés du groupe saoudien Amiantit, spécialiste de la fabrication de canalisations.
En décembre 2011, à la suite de la libération de la production et de la commercialisation des énergies renouvelables au Maroc, introduite par la loi 13-09, Nareva lance les 3 premiers parcs éoliens du pays, situés à Haouma, Akhfennir et Foum El Oued, et d’une capacité totale de 200 MW.
En juin 2016, Nareva Holding et Engie signent un protocole d’accord « en vue de développer des actifs énergétiques en Afrique du Nord et en Afrique de l’Ouest ». Cet accord vise à atteindre un portefeuille d'actifs supplémentaires de 5 à 6 GW entre 2020 et 2025.

## Activités
Nareva Holding est présente sur trois grandes activités : la gestion du cycle de l’eau, l’éolien et les centrales thermiques.

### Centrale thermique
Nareva est l’un des actionnaires de la Safi Energy Company (SAFIEC) de 35%, aux côtés d’Engie (France) 35 % et de Mitsui & Co (Japon) 30 %, dont le projet consiste en la construction et l’exploitation de la centrale à charbon propre de Safi d’une capacité de 1 386 MW[source secondaire souhaitée]. L’entrée en production de la centrale est prévue en 2018.
L’ensemble de l’électricité produite sera racheté par l’ONEE (Maroc) dans le cadre d’un contrat d’achat et de fourniture d’électricité d’une durée de 30 ans.
La construction de la centrale fait l’objet de contestations locales. Les opposants au projet invoquent des raisons environnementales, notamment les effets néfastes sur la flore et la faune marine.

### Éolien

#### Les trois sites pilotes
En 2011, Nareva lance les trois premiers sites éoliens du Maroc. Le projet, d’un coût global de 3,2 milliards de Dirhams, est porté par la société Énergie Éolienne du Maroc (EEM) détenue par Nareva (75%) et CIMR (25%). Le financement se compose de 800 millions de DH en fonds propres, et de 2,4 milliards de dettes bancaires contractées auprès des banques marocaines Attijariwafa bank, BCP et BMCI.
Le projet, d’une capacité de production de 200 MW, est réparti sur trois sites, Haouma au nord avec une puissance de 50 MW, Akhfennir  et Foum El Oued au sud avec une capacité respective  de 100 MW et 50 MW. La production électrique générée par ces trois sites est destinée à de grands groupes industriels tels que Lafarge Maroc, Managem, Sonasid ou Arcelor. La production électrique des trois parcs est opérationnelle depuis juin 2013.
En 2014, Nareva Holding signe un partenariat avec General Electric pour accroître la capacité de production du parc d’Akhfennir. Le parc se voit doté de 56 nouvelles turbines GE, s’ajoutant aux 61 turbines initiales, doublant ainsi sa capacité de production (de 100 MW à 200 MW).

#### Le parc éolien de Tarfaya
A travers la Tarfaya Energy Company (Tarec), société de droit marocain détenue à parts égales par Nareva et Engie, la holding marocaine lance la construction en mars 2014, dans le Sahara marocain à 30 km au sud de Tarfaya, du plus grand parc éolien du continent africain. D’une superficie de 8 900 hectares et d’une capacité de production de 300 MW, le parc de Tarfaya est en mesure d’éclairer une ville de 1,5 million d’habitants.  Il s’agit du plus grand investissement privé de la région (5 milliards de dirhams, dont un milliard de fonds propres).
Tarfaya est le quatrième partenariat public/privé (PPP) dans le domaine de la production d’énergie électrique au Maroc. Le projet est régi par un contrat de fourniture d’électricité conclu avec l’ONEE pour une durée de vingt ans, sur une base « Build, Own, Operate and Transfer » (BOOT).

#### Le projet Éolien intégré
En consortium avec Enel Green Power et Siemens Wind Power, Nareva remporte officiellement en mars 2016 le projet Eolien intégré lancé en appel d’offres par l’Office national de l’Electricité et de l’Eau Potable (ONEE), l’offre du consortium étant jugée la plus compétitive en termes de tarif et de taux d’intégration industrielle. Ce projet nécessiterait un investissement de 12 milliards de dirhams et prévoit la conception, le financement, la construction et l’exploitation de cinq parcs éoliens au Maroc d’une capacité cumulée de 850 MW :
- Midelt : 180[14] MW
- Tiskrad : 100[14] MW
- Tanger : 70[14] MW
- Jbel Lahdid : 200[14] MW
- Boujdour : 300[14] MW

Les travaux du parc de Midelt ont été lancés fin 2019.
Ce projet comporte également la construction d’une ligne électrique de 250 kilomètres pour une capacité de 400KV, permettant de relier le site de Boujdour au poste ONEE de Laâyoune.

## Organisation
Nareva est une holding composée d’une trentaine de collaborateurs à parité hommes-femmes. La moyenne d’âge est de 38 ans. 
Sa mission est le développement de projets en propre ou en association. Pour chaque projet, Nareva Holding créé une société ad-hoc qui dispose de ses ressources propres (équipes et organes de gestion).

### Sociétés filiales de Nareva
- Énergie Éolienne du Maroc (EEM)
- Safi Energy Company (SAFIEC)
- Tarfaya Energy Company (TAREC)

### Direction
Le 25 août 2017, la nomination de Said Elhadi en tant que président-directeur général est confirmée. Il remplace Ayman Taud qui occupait ce poste en intérim.